# 헬러돔
헬러돔(네덜란드어: GelreDome)은 네덜란드 아른험에 위치한 경기장으로, 피테서의 홈 구장으로 사용되고 있다. 1998년 3월 25일 개장했으며 개폐식 돔 구장 형태를 띠고 있다. 축구 경기 개최시에는 25,000명, 콘서트 개최시에는 34,000명을 수용할 수 있다.

## 기록

### 2002년 FIFA 월드컵 유럽 지역 예선
| 날짜            | 팀 1     | 스코어 | 팀 2   | 라운드 |
| --------------- | -------- | ------ | ------ | ------ |
| 2001년 10월 6일 | 네덜란드 | 4 - 0  | 안도라 | 2조    |

## 사진

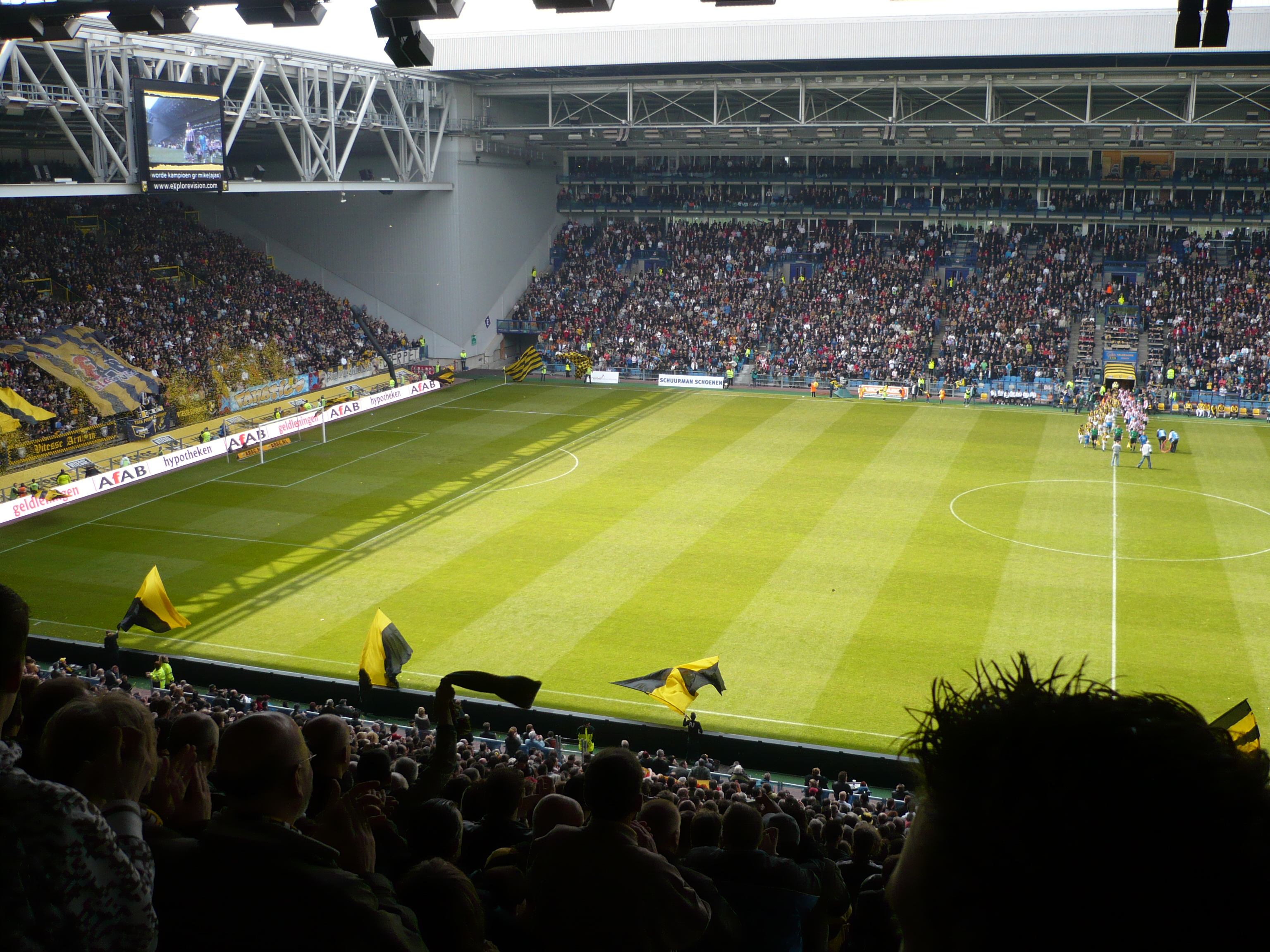
경기장 내부 모습